# Boé
Boé [bɔe] ist eine französische Stadt mit 5.784 Einwohnern (Stand 1. Januar 2022) im Département Lot-et-Garonne in der Region Nouvelle-Aquitaine. Die Gemeinde liegt im Einzugsgebiet von Agen.

## Geografie
Boé liegt 90 Kilometer nordwestlich von Toulouse, 123 Kilometer südöstlich von Bordeaux, der Hauptstadt der Region Aquitanien, und fünf Kilometer südöstlich von Agen, dem Sitz der Präfektur des Départements. Die Gemeinde ist die viertgrößte Stadt im Arrondissement Agen. Nachbargemeinden von Boé sind Le Passage im Nordwesten, Bon-Encontre im Nordosten, Layrac im Südosten und Moirax im Südwesten. Die Wasserläufe Garonne, Séoune, Mondot, Brimont, La Jorle, Gudech und Barlette durchqueren das Gemeindegebiet, das 1650 Hektar umfasst. Die mittlere Höhe beträgt 46 Meter über dem Meeresspiegel.
Boé ist einer Klimazone des Typs Cfb (nach Köppen und Geiger) zugeordnet: Warmgemäßigtes Regenklima (C), vollfeucht (f), wärmster Monat unter 22 °C, mindestens vier Monate über 10 °C (b). Es herrscht Seeklima mit gemäßigtem Sommer.

## Bevölkerungsentwicklung
| Jahr      | 1962 | 1968 | 1975 | 1982 | 1990 | 1999 | 2009 | 2018 |
| --------- | ---- | ---- | ---- | ---- | ---- | ---- | ---- | ---- |
| Einwohner | 2158 | 2633 | 3231 | 3960 | 4021 | 4503 | 5368 | 5589 |

## Geschichte
Das spätkeltische Wagengrab von Boé ist eine archäologische Besonderheit. Die Gemeinde Boé entstand erst im Jahr 1800. Aber natürlich gab es Boé schon vor dieser Zeit. Man findet die Ortschaft zum Beispiel auf Cassini-Karten. Bis zur ersten Hälfte des 19. Jahrhunderts war Boé ein Schifffahrtsdorf. Die Bewohner waren hauptsächlich Flussschiffer, die auf der Garonne Waren nach Bordeaux transportierten. Nach der Einweihung des Canal latéral à la Garonne im Jahr 1856 wurden die Waren nur noch über den Kanal verschifft. An die Schaffahrtsaktivitäten in der Ortschaft erinnert heute nur noch die Tour de La Cassagne, ein Wachturm aus dem 14. Jahrhundert, der am Ufer der Garonne steht.
Boé-Village und Saint-Pierre de Gaubert sind historische Ortsteile. Sie liegen an der Garonne, sie haben jeweils eine Kirche und einen Friedhof. Boé Cités ist ein neuer Ortsteil. Er liegt am Kanal. Er verdankt seine Entstehung dem Wachstum der Banlieue von Agen seit der zweiten Hälfte des 20. Jahrhunderts. In dem Ortsteil befindet sich das Einkaufszentrum von Boé.

## Städtepartnerschaften
- Llívia, Spanien
- Portacomaro, Italien

## Sehenswürdigkeiten

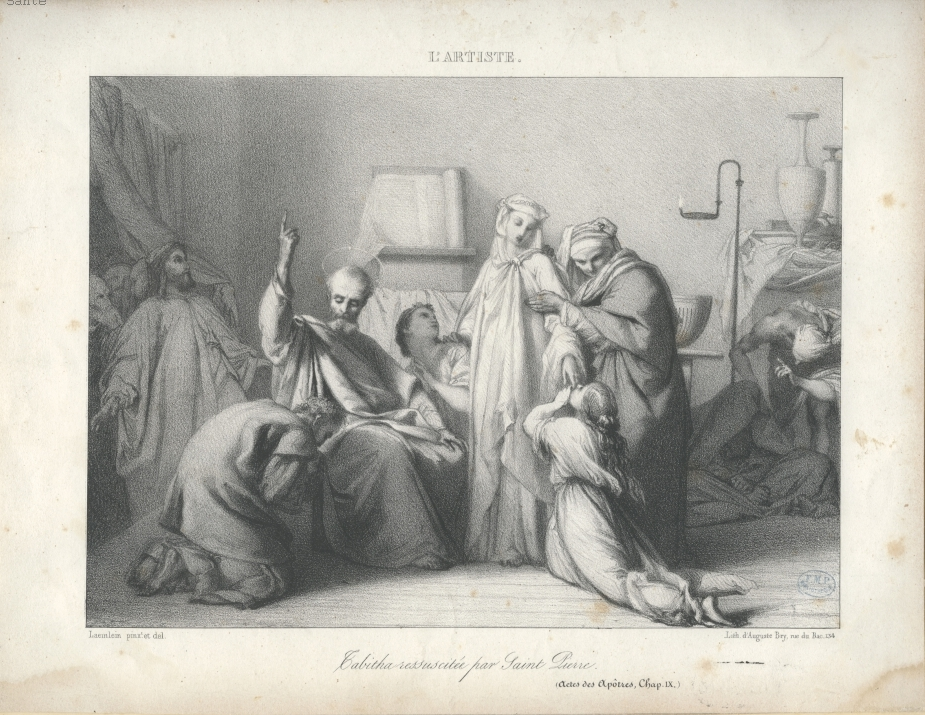
Simon Petrus erweckt Tabitha, Lithographie von Auguste Bry nach dem Gemälde von Alexandre Laemlein.

In der Kirche Saint-Pierre de Gaubert befindet sich ein Gemälde von Alexandre Laemlein (1813–1871), das 1843 im Salon de Paris ausgestellt worden war. Der Staat erwarb es und schenkte es der Gemeinde Boé. Das Gemälde zeigt Simon Petrus, der Tabitha auferweckt. Das Bild wurde 1910 als Monument historique (‚historisches Denkmal‘) eingestuft.
Das Schloss d’Allot hieß ursprünglich La Mothe d’Hallot und war eine einfache Villa auf einem Hügel an der Garonne. Vom 16. bis zum 18. Jahrhundert war das Gebäude im Besitz der Familie Hallot. Gegen Ende des 18. Jahrhunderts kaufte Chrysostôme de Sévin, seigneur de Ganet et de Ségougnac das Gebäude. Er war Maire von Agen in der Regierungszeit von Napoleon Bonaparte. 1880 ließ der Diplomat Jean-Baptiste Alexandre Damaze de Chaudordy das Gebäude restaurieren und vergrößern. Heute beherbergt der Schlosspark einen Campingplatz.
Das Schloss Le Bailles steht ein paar hundert Meter vom Ortskern entfernt. Es war im Ancien Régime das Sommerhaus des Vertreters des Seigneurs. Das Gebäude wurde während der Französischen Revolution (1789–1799) konfisziert und später verkauft.